# Liste der Kulturdenkmäler in Üxheim
In der Liste der Kulturdenkmäler in Üxheim sind alle Kulturdenkmäler der rheinland-pfälzischen Ortsgemeinde Üxheim einschließlich der Ortsteile Ahütte, Heyroth, Leudersdorf (mit Flesten) und Niederehe aufgeführt. Im zum Ortsteil Leudersdorf gehörenden Weiler Nollenbach sind keine Kulturdenkmäler ausgewiesen. Grundlage ist die Denkmalliste des Landes Rheinland-Pfalz (Stand: 17. Juli 2023).

## Denkmalzonen
| Bezeichnung                                        | Lage                                         | Baujahr                     | Beschreibung | Bild                           |
| -------------------------------------------------- | -------------------------------------------- | --------------------------- | --- | ------------------------------ |
| Denkmalzone Arenbergische Mühle                    | Ahütte, Mühlenweg 4 Lage                     | 1820                        | Komplex aus drei Gebäuden samt Mühlgraben; Putzbau, bezeichnet 1820, Backofenvorbau, Bruchstein-Nebengebäude, teilweise Fachwerk | BW                             |
| Denkmalzone Burg Neublankenheim                    | Ahütte, nördlich des Ortes im Ahbachtal Lage | Anfang des 14. Jahrhunderts | Ruine, Bruchsteinbau, Anfang des 14. Jahrhunderts, viergeschossiger Wehrturm | weitere Bilder Fotos hochladen |
| Denkmalzone Prämonstratenserinnenkloster Niederehe | Niederehe, Im Klosterhof 1–5 Lage            | 1776                        | 1175 gestiftet; romanische Klosterkirche, barocke Klosterbauten, ehemaliger Westflügel (Im Klosterhof 1 und 2): Mansarddachbau, bezeichnet 1776; ehemaliger Nordflügel: in Wohnhäuser unterteilt (Im Klosterhof 3, 4 und 5), von einer Bruchsteinmauer eingefasst | Fotos hochladen                |

## Einzeldenkmäler
| Bezeichnung                               | Lage                                               | Baujahr                              | Beschreibung | Bild                           |
| ----------------------------------------- | -------------------------------------------------- | ------------------------------------ | --- | ------------------------------ |
| Hofanlage                                 | Üxheim, Brunnenstraße 2 Lage                       | 1858                                 | Hofanlage; Wohnhaus, bezeichnet 1858, Stallscheune | Fotos hochladen                |
| Schulhaus                                 | Üxheim, Brunnenstraße 14 Lage                      | 1840                                 | ehemalige Schule; klassizistischer Putzbau, wohl um 1840, als Nebenraum spätgotischer Chor der ehemaligen Pfarrkirche                                                                                     | Fotos hochladen                |
| Chor der ehemaligen Pfarrkirche           | Üxheim, Brunnenstraße, an Nr. 14 Lage              | 16. Jahrhundert                      | Chor der ehemaligen Pfarrkirche, spätgotisch, 16. Jahrhundert | weitere Bilder Fotos hochladen |
| Wegekreuz                                 | Üxheim, Brunnenstraße, Ecke Heerstraße Lage        | 1743                                 | Balkenkreuz, Sandstein, bezeichnet 1743 | BW                             |
| Katholische Pfarrkirche Mariä Himmelfahrt | Üxheim, Kirchstraße 4 Lage                         | 1835–37                              | klassizistischer Saalbau, 1835–37 | weitere Bilder Fotos hochladen |
| Festes Haus Dreimühlen                    | Üxheim, südöstlich des Ortes am Ahbach Lage        | Anfang des 13. Jahrhunderts          | Mauerreste des um 1825 abgebrochenen Arenbergischen Försterhauses | weitere Bilder Fotos hochladen |
| Katholische Filialkirche St. Joseph       | Ahütte, Ahbachstraße 18 Lage                       | 1705                                 | zweiachsiger barocker Saalbau, 1705 | weitere Bilder Fotos hochladen |
| Katholische Filialkirche St. Rochus       | Flesten, St.-Rochus-Weg Lage                       | zweite Hälfte des 19. Jahrhunderts   | zweiachsiger Saalbau, wohl aus der zweiten Hälfte des 19. Jahrhunderts | weitere Bilder Fotos hochladen |
| Hofanlage                                 | Heyroth, Antoniusstraße 3 Lage                     | 1659                                 | Fachwerkhaus, teilweise massiv, bezeichnet 1659; Bruchstein-Wirtschaftsgebäude; Gesamtanlage | BW                             |
| Katholische Filialkirche St. Antonius     | Heyroth, Vulkanweg 9 Lage                          | 1745                                 | dreiachsiger Saalbau, bezeichnet 1745 | weitere Bilder Fotos hochladen |
| Katholische Filialkirche St. Katharina    | Leudersdorf, Kapellenstraße 7 Lage                 | 1734                                 | dreiachsiger Saalbau, 1734; barockes Heiligenhäuschen | weitere Bilder Fotos hochladen |
| Wohnhaus                                  | Leudersdorf, Kölner Straße 3 Lage                  | 1869                                 | Fachwerkhaus, teilweise massiv, bezeichnet 1869, Fachwerk des 17. oder 18. Jahrhunderts | Fotos hochladen                |
| Wohnhaus                                  | Leudersdorf, Lindenstraße 15/17/19 Lage            | 1787                                 | stattlicher Putzbau, bezeichnet 1787 | Fotos hochladen                |
| Bildstock                                 | Leudersdorf, Lindenstraße, bei Nr. 16 Lage         | 18. Jahrhundert                      | Bildstock, barock, 18. Jahrhundert | Fotos hochladen                |
| Wohnhaus                                  | Leudersdorf, Rosenweg 1 Lage                       | 1849                                 | Putzbau, 1849 | Fotos hochladen                |
| Wegekapelle                               | Leudersdorf, südöstlich des Ortes an der K 69 Lage | 1861                                 | Wegekapelle, neugotisch, bezeichnet 1861; Totengedächtniskreuz, Sandstein, bezeichnet 1743; barocker Bildstock, 18. Jahrhundert                                                                           | Fotos hochladen                |
| Wohnhaus                                  | Niederehe, Gartenstraße 2 Lage                     | 1868                                 | Putzbau, Backofenvorbau, angeblich von 1868 | BW                             |
| Schulhaus                                 | Niederehe, Im Auel 1 Lage                          | 1912–13                              | ehemalige Schule; Walmdachbau, bezeichnet 1912–13 | Fotos hochladen                |
| Katholische Pfarrkirche St. Leodegar      | Niederehe, Kerpener Straße Lage                    | letztes Viertel des 12. Jahrhunderts | ehemalige Klosterkirche, spätromanischer Saalbau, letztes Viertel des 12. Jahrhunderts; barockes Schaftkreuz, Sandstein, bezeichnet 1759; in der Kirchhofsmauer aus Bruchstein die Reste alter Grabkreuze | weitere Bilder Fotos hochladen |
| Bildstock                                 | Niederehe, Loogher Straße, Ecke Im Auel Lage       | 1721                                 | barocker Kreuzigungsbildstock, Sandstein, bezeichnet 1721 | weitere Bilder Fotos hochladen |
| Quereinhaus                               | Niederehe, Stroheicher Straße 1 Lage               | 1875                                 | ehemaliges Quereinhaus, bezeichnet 1875, 1903 (bezeichnet) zum Winkelhof erweitert | Fotos hochladen                |
| Wegekreuz                                 | Niederehe, nördlich des Ortes an der K 74 Lage     | 1786                                 | barockes Schaftkreuz, Sandstein, bezeichnet 1786 | Fotos hochladen                |
| Wegekreuz                                 | Niederehe, östlich des Ortes an der K 59 Lage      | um 1700                              | Balkenkreuz, Basalt, wohl um 1700 | BW                             |
| Wegekreuz                                 | Niederehe, westlich des Ortes an der K 59 Lage     | 1841                                 | Sockelkreuz, Schiefer, bezeichnet 1841 | Fotos hochladen                |